# Kirchseelte
Kirchseelte is een gemeente in de Duitse deelstaat Nedersaksen. De gemeente maakt deel uit van de Samtgemeinde Harpstedt in het Landkreis Oldenburg. Kirchseelte telt 1.156 inwoners.
Zie verder: Samtgemeinde Harpstedt.
- Gemeinsame Normdatei: 4742282-8
- Virtual International Authority File: 215822543

Beckeln · 
Colnrade · 
Dötlingen · 
Dünsen · 
Ganderkesee · 
Groß Ippener · 
Großenkneten · 
Harpstedt · 
Hatten · 
Hude (Oldb) · 
Kirchseelte · 
Prinzhöfte · 
Wardenburg · 
Wildeshausen · 
Winkelsett